# 山本勇
山本 勇（やまもと いさむ、1893年（明治26年）3月6日 - 1964年（昭和39年）4月23日）は、日本の電気工学者。東京工業大学教授、明治大学教授、電気通信大学学長、千葉工業大学顧問などを歴任。

## 来歴
- 1893年:秋田県生
- 1915年:東北帝国大学物理学科卒業
- 1928年:東北帝国大学　理学博士 論文の題は「コイルの固有電氣振動に関する研究」[1]
- 1929年:東京工業大学教授に就任
- 1944年:東京工業大学附属電子工学研究所長に就任
- 1954年:明治大学教授に就任
- 1959年:電気通信大学学長に就任